# 五十嵐敬之助
五十嵐 敬之助（いそあらし けいのすけ、1884年11月1日 - 1964年2月12日）は、現在の千葉県印西市出身で勝ノ浦部屋に所属した力士。本名は宮澤 啓助（旧姓椎名）。7代勝ノ浦。164cm、83kg。最高位は西前頭4枚目。

## 経歴
染物屋に奉公していたが、元力士の兄の世話で入門した。1902年5月新序、1909年1月十両昇進、2場所連続好成績で1910年6月滝ノ音の四股名で入幕を果たす。入幕2場所目に前頭4枚目まで昇進したがそれ以降は幕内下位に甘んじた。小兵だったが小手投げ、押しを得意とし、櫓投げや内無双もあった。1911年に後援者の名から五十嵐に改名。1914年には師匠の御舟潟の名を継ぎ、幕下に陥落した1917年5月に引退し、7代勝ノ浦を襲名、年寄として一時部屋も経営し、44年間在職し1961年1月に定年制実施で76歳で退職した。年寄在職途中、時津風部屋付きとなった。

## 成績
- 幕内10場所30勝45敗9分預16休
- 通算15場所43勝57敗11分預16休

### 場所別成績
| 1902年 （明治35年） | x                       | 新序 –                   |
| 1903年 （明治36年） | 西序ノ口6枚目 –         | x                        |
| 1904年 （明治37年） | x                       | x                        |
| 1905年 （明治38年） | x                       | x                        |
| 1906年 （明治39年） | x                       | x                        |
| 1907年 （明治40年） | x                       | x                        |
| 1908年 （明治41年） | 西幕下25枚目 –          | 東幕下15枚目 –           |
| 1909年 （明治42年） | 西十両10枚目 5–1 2預    | 西十両2枚目 5–2 1預      |
| 1910年 （明治43年） | 西前頭12枚目 4–1 2分1預 | 西前頭4枚目 3–5          |
| 1911年 （明治44年） | 西前頭9枚目 4–3 1分     | 西前頭7枚目 2–7          |
| 1912年 （明治45年） | 東前頭14枚目 4–6        | 西前頭12枚目 2–6 2預     |
| 1913年 （大正2年） | 西前頭15枚目 4–6        | 東前頭15枚目 3–5 1分1預  |
| 1914年 （大正3年） | 東前頭18枚目 4–6        | 西前頭15枚目 0–0–10      |
| 1915年 （大正4年） | 東十両3枚目 3–4         | 東十両13枚目 0–5         |
| 1916年 （大正5年） | 西幕下6枚目 0–3         | 西幕下23枚目 –           |
| 1917年 （大正6年） | 東幕下14枚目 0–0–0      | 西幕下12枚目 引退 0–0–10 |
| 各欄の数字は、「勝ち-負け-休場」を示す。 優勝 引退 休場 十両 幕下 三賞：敢=敢闘賞、殊=殊勲賞、技=技能賞 その他：★=金星 番付階級：幕内 - 十両 - 幕下 - 三段目 - 序二段 - 序ノ口 幕内序列：横綱 - 大関 - 関脇 - 小結 - 前頭（「#数字」は各位内の序列） |                         |                          |

## 改名
- 荒獅子 啓市 1903年1月場所 -
- 滝ノ戸 啓市 1905年1月場所 -
- 滝ノ音 啓五郎 - 1910年6月場所
- 五十嵐 敬之助 1911年2月場所 - 1913年5月場所
- 御舩潟 大五郎 1914年1月場所 - 5月場所
- 御舟潟 啓五郎 1915年1月場所 - 1917年5月場所